# Giovanni Battista Oytana
Giovanni Battista Oytana (Villafranca Piemonte, 31 luglio 1809 – Torino, 1º luglio 1883) è stato un politico italiano, Ministro delle Finanze del Regno di Sardegna nel Governo La Marmora I dal 1859 al 1860.

## Biografia
Laureatosi in giurisprudenza all'Università di Torino e divenuto avvocato, Oytana, di idee liberali, partecipò al nuovo regime costituzionale instauratosi nel Regno di Sardegna nel 1848 con la concessione dello Statuto Albertino, venendo eletto deputato il 19 dicembre 1853 per la VI Legislatura del Regno di Sardegna e riconfermato più volte, fino al 1865. Il 19 luglio 1859, dopo l'armistizio di Villafranca e le dimissioni del governo Cavour, Oytana entrò nel nuovo gabinetto di Alfonso La Marmora come ministro delle Finanze: in questa veste, malgrado la brevità del ministero, dimessosi il 21 gennaio 1860, riuscì a combinare un prestito di cento milioni di lire, mediante l'alienazione di rendita del debito pubblico sardo. Tornato al potere Cavour, Oytana fu nominato consigliere di Stato, rimanendo tale anche dopo la proclamazione del Regno d'Italia il 17 marzo 1861. Eletto nuovamente deputato dal 1874 al 1876, morì a Torino il 1º luglio 1883, a 73 anni.